# آلکساندر فینازی
آلکساندر فینازی (به پرتغالی: Alexandre Silveira Finazzi) مهاجم اهل برزیل است که در شهر São João da Boa Vista و در تاریخ ۲۰ اوت ۱۹۷۳ به دنیا آمده‌است.
آلکساندر فینازی در تیم‌های فوتبال سائوپائولو سابقهٔ حضور دارد.